# Parrocchie dell'arcidiocesi di Giacarta
Le parrocchie dell'arcidiocesi di Giacarta sono 70, suddivise in 9 decanati. Il territorio dell'arcidiocesi si estende sulla provincia di Giacarta (DKI Jakarta), nonché su alcune aree delle province di Giava Occidentale e di Banten.

## Decanato

### Decanato di Giacarta Centrale
| Immagine | Parrocchia               | Patrono                              | Municipio         |
| -------- | ------------------------ | ------------------------------------ | ----------------- |
|          | Cattedrale               | Santa Maria Vergine Assunta in Cielo | Giacarta Centrale |
|          | Cempaka Putih            | San Pasquale                         | Giacarta Centrale |
|          | Jalan Malang             | Sant'Ignazio di Loyola               | Giacarta Centrale |
|          | Kramat                   | Sacro Cuore                          | Giacarta Centrale |
|          | Menteng                  | Santa Teresa                         | Giacarta Centrale |
|          | Pejompongan              | Cristo Re                            | Giacarta Centrale |
|          | Internazionale Cattolica | San Pietro Canisio                   | Giacarta Centrale |

### Decanato di Giacarta Occidentale I
| Immagine | Parrocchia   | Patrono                      | Municipio            |
| -------- | ------------ | ---------------------------- | -------------------- |
|          | Cideng       | Maria Madre della Mediazione | Giacarta Centrale    |
|          | Kampung Duri | Pace di Cristo               | Giacarta Occidentale |
|          | Kemakmuran   | Cuore Immacolato di Maria    | Giacarta Centrale    |
|          | Mangga Besar | Santi Pietro e Paolo         | Giacarta Occidentale |
|          | Slipi        | Cristo Salvatore             | Giacarta Occidentale |
|          | Toasebio     | Madonna di Fátima            | Giacarta Occidentale |

### Decanato di Giacarta Occidentale II
| Immagine | Parrocchia   | Patrono                     | Municipio               |
| -------- | ------------ | --------------------------- | ----------------------- |
|          | Bojong Indah | San Tommaso Apostolo        | Giacarta Occidentale    |
|          | Cengkareng   | Trinità                     | Giacarta Occidentale    |
|          | Grogol       | San Cristoforo              | Giacarta Occidentale    |
|          | Kalideres    | Santa Maria Immacolata      | Giacarta Occidentale    |
|          | Kapuk        | San Filippo Apostolo        | Giacarta Settentrionale |
|          | Kedoya       | Sant'Andrea                 | Giacarta Occidentale    |
|          | Kosambi Baru | San Mattia Apostolo         | Giacarta Occidentale    |
|          | Meruya       | Maria del Fiore del Carmelo | Giacarta Occidentale    |
|          | Tomang       | Maria Madre del Carmelo     | Giacarta Occidentale    |

### Decanato di Giacarta Orientale
| Immagine | Parrocchia          | Patrono                    | Municipio          |
| -------- | ------------------- | -------------------------- | ------------------ |
|          | Bidaracina          | Sant'Antonio di Padova     | Giacarta Orientale |
|          | Cijantung           | San Luigi Gonzaga          | Giacarta Orientale |
|          | Cilangkap           | San Giovanni Maria Vianney | Giacarta Orientale |
|          | Cililitan           | San Roberto Bellarmino     | Giacarta Orientale |
|          | Duren Sawit         | Sant'Anna                  | Giacarta Orientale |
|          | Halim Perdanakusuma | Sant'Agostino              | Giacarta Orientale |
|          | Matraman            | San Giuseppe               | Giacarta Orientale |
|          | Pulo Gebang         | San Gabriele               | Giacarta Orientale |
|          | Pulomas             | San Bonaventura            | Giacarta Orientale |
|          | Rawamangun          | Sacra Famiglia             | Giacarta Orientale |

### Decanato di Giacarta Settentrionale
| Immagine | Parrocchia         | Patrono                 | Municipio               |
| -------- | ------------------ | ----------------------- | ----------------------- |
|          | Cilincing          | Santa Croce             | Giacarta Settentrionale |
|          | Danau Sunter       | San Giovanni Bosco      | Giacarta Settentrionale |
|          | Kelapa Gading      | San Giacomo             | Giacarta Settentrionale |
|          | Pademangan         | Sant'Alfonso Rodríguez  | Giacarta Settentrionale |
|          | Pantai Indah Kapuk | Regina Caeli            | Giacarta Settentrionale |
|          | Pluit              | Stella Maris            | Giacarta Settentrionale |
|          | Puspa Gading       | Sant'Andrea Kim Tae-gon | Giacarta Settentrionale |
|          | Sunter             | San Luca                | Giacarta Settentrionale |
|          | Tanjung Priok      | San Francesco Saverio   | Giacarta Settentrionale |

### Decanato di Giacarta Meridionale
| Immagine | Parrocchia   | Patrono                  | Municipio            |
| -------- | ------------ | ------------------------ | -------------------- |
|          | Blok B       | San Giovanni Evangelista | Giacarta Meridionale |
|          | Blok Q       | Santa Maria Regina       | Giacarta Meridionale |
|          | Cilandak     | Santo Stefano            | Giacarta Meridionale |
|          | Jagakarsa    | Regina del Rosario       | Giacarta Meridionale |
|          | Pasar Minggu | Sacra Famiglia           | Giacarta Meridionale |
|          | Tebet        | San Francesco d'Assisi   | Giacarta Meridionale |

### Decanato di Tangerang I
| Immagine | Parrocchia | Patrono                           | Municipio             |
| -------- | ---------- | --------------------------------- | --------------------- |
|          | Citra Raya | Santa Odilia                      | Reggenza di Tangerang |
|          | Curug      | Santa Elena                       | Reggenza di Tangerang |
|          | Karawaci   | Sant'Agostino                     | Città di Tangerang    |
|          | Kutabumi   | San Gregorio Magno                | Reggenza di Tangerang |
|          | Pinang     | Santa Bernadette                  | Città di Tangerang    |
|          | Tangerang  | Cuore Immacolato di Maria Vergine | Città di Tangerang    |

### Decanato di Tangerang II
| Immagine | Parrocchia       | Patrono                | Municipio         |
| -------- | ---------------- | ---------------------- | ----------------- |
|          | Alam Sutera      | San Lorenzo            | Tangerang Selatan |
|          | Bintaro          | San Matteo Evangelista | Tangerang Selatan |
|          | Bintaro Jaya     | Santa Maria Regina     | Tangerang Selatan |
|          | Ciputat          | San Nicodemo           | Tangerang Selatan |
|          | Pamulang         | San Barnaba            | Tangerang Selatan |
|          | Serpong          | Santa Monica           | Tangerang Selatan |
|          | Villa Melati Mas | Sant'Ambrogio          | Tangerang Selatan |

### Decanato di Bekasi
| Immagine | Parrocchia    | Patrono              | Municipio          |
| -------- | ------------- | -------------------- | ------------------ |
|          | Bekasi        | Sant'Arnaldo Janssen | Città di Bekasi    |
|          | Bekasi Nord   | Santa Chiara         | Città di Bekasi    |
|          | Cikarang      | Madre Teresa         | Reggenza di Bekasi |
|          | Harapan Indah | Sant'Alberto Magno   | Città di Bekasi    |
|          | Jatiwaringin  | San Leone Magno      | Giacarta Orientale |
|          | Kampung Sawah | San Servazio         | Città di Bekasi    |
|          | Kranggan      | San Stanislao Kostka | Città di Bekasi    |
|          | Kranji        | San Michele          | Città di Bekasi    |
|          | Lubang Buaya  | Calvario             | Giacarta Orientale |
|          | Taman Galaxi  | San Bartolomeo       | Città di Bekasi    |

## Nota
1. ↑  La parrocchia internazionale cattolica non è una parrocchia territoriale.